# Enfrentamiento de Pakrac
El Enfrentamiento de Pakrac o Combate de Pakrac (en croata: Bitka za Pakrac), fue un incidente armado sin derramamiento de sangre que tuvo lugar en la ciudad croata de Pakrac en marzo de 1991. Su origen está en el incremento de las tensiones interétnicas en Croacia durante la disolución de Yugoslavia.
El enfrentamiento comenzó luego de que los serbocroatas tomaran la estación de policía y el edificio municipal de la ciudad de Pakrac bajo poder de las autoridades croatas. Éstas realizaron un contraataque contra los rebeldes enviando a la Policía Especial del Ministerio del Interior para restablecer el control. La lucha estalló entre los dos bandos. A pesar del arribo al lugar de una unidad del Ejército Popular Yugoslavo (Jugoslovenska Narodna Armija - JNA), fue el gobierno croata el que reafirmó su control sobre la ciudad. Se llegó a un acuerdo para retirar a la policía especial y al JNA, lo que restableció una tensa calma en la localidad.
El incidente tuvo un significado especial porque fue la primera escaramuza seria en lo que se convertiría en la Guerra de Independencia de Croacia, una guerra a gran escala entre Croacia y su población serbia rebelde apoyada por Serbia y el JNA.

## Antecedentes

### Ciudad de Pakrac
Pakrac es la ciudad principal del municipio homónimo. Se encuentra al noroeste de las montañas Psunj, a 128 km al sudeste de Zagreb, capital de Croacia. Su ubicación es la intersección de las antiguas rutas de Barcz (Hungría), Virovitica y Daruvar a Bosnia y de Zagreb a Požega. Se encuentra en un valle surcado por el río Pakra. Su sector oeste está en una zona ondulada y boscosa.
Antes del incidente de marzo de 1991, la composición étnica de la ciudad era mayormente serbia:

|          | Total | Croatas     | Croatas  | Serbios     | Serbios | Musulmanes | Yugoslavos | Otros |
| Cantidad | Total | % del total | Cantidad | % del total |         | Musulmanes | Yugoslavos | Otros |
| -------- | ----- | ----------- | -------- | ----------- | ------- | ---------- | ---------- | ----- |
| 1931     | 3642  | 2448        | 67,2     | 1001        | 27,5    | 13         | -          | 180   |
| 1953     | 7212  | 3771        | 52,3     | 2401        | 33,3    | -          | 54         | 986   |
| 1971     | 6136  | 2079        | 33,9     | 3040        | 49,5    | 5          | 165        | 847   |
| 1961     | 4926  | 1303        | 26,5     | 3106        | 63,1    | 1          | 23         | 493   |
| 1981     | 7361  | 2252        | 30,6     | 2336        | 31,7    | 3          | 2261       | 509   |
| 1991     | 8197  | 3033        | 37,0     | 3514        | 42,9    | 15         | 624        | 1011  |

En 1991, las aldeas que estaban en sus alrededores eran de mayoría serbia con la excepción de Prekopakra. En Lipik, Kusonje, Kukunjevac, Šeovica, Španovica, Donji Čaglić, Japaga, Dragović, Batinjani, que rodeaban a Pakrac, los croatas eran la primera minoría.
Ser Pakrac la sede de la Eparquía de Eslavonia (Iglesia Ortodoxa Serbia) y ser la mayor ciudad con población serbia de la zona motorizaron su liderazgo político entre esa comunidad en Eslavonia Occidental.

### Evolución Política de Croacia
Los orígenes de las regiones autónomas serbias en Croacia están ligados con los del Partido Democrático Serbio (SDS) en las zonas de mayoría o importante presencia serbocroata. Con el inicio de las tensiones interétnicas, los croatas se aferraron a la Unión Democrática Croata (HDZ) y los serbios al SDS.
El SDS - Croacia fue creado en la ciudad de Knin en febrero de 1990. Su presidente fue Jovan Rašković. Su área de influencia inicial era las municipalidades próximas a la ciudad donde se fundó. Posteriormente, se extendió a la región de Eslavonia, creándose sedes locales entre junio y octubre de 1990. Inmediatamente luego de la formación del SDS se pasaron a él la mayoría de los representantes serbios del Partido del Cambio Democrático (SDP).
El 22 de abril de 1990 se celebraron las primeras elecciones parlamentarias libres desde 1938 en la entonces República Socialista de Croacia con segunda vuelta el 7 de mayo. Los resultados del SDS fueron pobres aunque triunfó en las municipalidades de Benkovac, Knin, Gračac y Lapac. Sin embargo, se produjo una derrota electoral del gobierno de la Liga Comunista de Croacia en el poder por parte de la Unión Democrática Croata (en croata, Hrvatska demokratska zajednica, HDZ). Consecuentemente, las tensiones étnicas entre croatas y serbios empeoraron. Ante la situación, el Ejército Popular Yugoslavo confiscó las armas de Defensa Territorial de Croacia (Teritorijalna obrana - TO) para evitar una confrontación.
En junio de 1990, se formó la Asociación de Serbia Municipios del norte de Dalmacia y Lika con el odontólogo Milan Babić como presidente. El Proyecto de Estatuto de la Asociación establecía que su propósito era introducir la autonomía regional serbia en Croacia con control local de la vida cívica y cultural. Inicialmente, esta Asociación incluía los municipios de Knin, Benkovac, Gracac, Donji Lapac, Obrovac y Titova Korenica.
En respuesta al temor de convertirse en una minoría discriminada en Croacia, el 25 de julio de 1990 se realizó una asamblea serbia en Srb, a la que asistieron aproximadamente cien mil serbocroatas, entre ellos, serbios de Eslavonia Occidental. La Asamblea aprobó una Declaración "sobre la soberanía y la autonomía de la Nación Serbia" en Croacia. Milan Babić, un odontólogo de la ciudad de Knin, fue elegido presidente mientras que el jefe de policía de esa ciudad, Milan Martić, estableció milicias paramilitares. Los dos hombres finalmente se convirtieron en los líderes políticos y militares de la República de Serbia Krajina (RSK), un autoproclamado estado que abarcó las áreas habitadas por los serbios de Croacia.
A inicios de 1991, Croacia no contaba con un ejército regular. Para poder llevar a cabo su defensa, incrementó la cantidad de efectivos policiales a unos 20.000. Su sector más eficiente fue la Policía Especial que, en un número de 3.000 se encontraba organizada en doce batallones adoptando una organización militar. Había también entre 9.000 y 10.000 policías de reserva organizados regionalmente en dieciséis batallones y diez compañías pero carecían de armamento.

## Desarrollo del Incidente en Pakrac

### Motivos del incidente y hechos anteriores
Al igual que en el resto de los sectores donde había mayorías serbocroatas, los orígenes del levantamiento serbio y de la creación de la Región Autónoma Serbia de Eslavonia Occidental están ligados con los del Partido Democrático Serbio (SDS). Luego de su fundación en Knin, el SDS - Croacia se extendió a la región de Slavonia y Baranja, abarcando desde Ilok a Kutina, comprendiendo unas 14 municipalidades. Luego se dividirá en SDS - Eslavonia Occidental (ZS) y SDS - Eslavonia Oriental y Baranja. Esto permitió que el desarrollo político de Eslavonia Occidental tenga una dinámica algo particular. El SDS tuvo sus ramificaciones locales: Grubišno Polje que se creó el 6 de junio; Pakrac, el 16 de ese mes; Okučani, el 27 de julio;: Nova Gradiška, el 15 de octubre y Slatina que fue fundado el 9 de junio de 1990.
El octubre de 1990, la estación de policía de Pakrac recibió la notificación de un ataque planeado para el 8/9 de ese mes por parte de rebeldes serbios. Ante tal noticia, se refuerza la seguridad de las instalaciones. A fin de año, se establecieron barricadas en los alrededores de la ciudad.
El 22 de febrero del año siguiente, la Asamblea Municipal de Pakrac, controlada por el líder del SDS local Veljko Džakula, votó la anexión del municipio a la Región Autónoma Serbia de la Krajina (luego renombrada como República Serbia de Krajina) y subordinar la estación de policía de Pakrac al Ministerio del Interior de la Krajina. La elección fue anulada por la Corte Constitucional de Croacia el 28 de febrero.

#### Versión de Veljko Džakula relativa a los motivos del incidente
El entonces líder serbocroata local, Veljko Džakula, expuso una versión distinta del motivo del incidente. El juicio a Milan Martić declaró que: 
"...a fines de febrero llegaron a Pakrac refuerzos [enviados por el gobierno de Zagreb]. El refuerzo consistía en unos 40 efectivos con nuevas insignias en sus gorras. En Pakrac había dos estaciones de policía en ese momento. Una llevaba las viejas insignias y la otra llevaba las nuevas cambiadas. Sobre la base de la información recibida del entonces jefe de policía, Jovo Vezmar sugiriendo que los nuevos oficiales de policía que habían llegado estaban sacando armas de la estación de policía y llevándose armas a su casa, hubo una propuesta del Presidente de la Asamblea Municipal de Pakrac, Milan Bozic, y su colega el Presidente de la Junta Ejecutiva y le ordenaron al jefe de policía desarmar a los nuevos policías y despedirlos. También dijeron que debería convocar a todos los oficiales de policía de reserva de las listas anteriores y solicitar su asistencia, hacer que participen, que es exactamente el curso de acción que tomó, lo que constituyó un motivo para el Ministerio del Interior de la República de Croacia envíe sus Fuerzas Especiales a Pakrac para liberar a los policías que habían sido desarmados y restablecer el control sobre la estación de policía de Pakrac".

### Ocupación de la Estación de Policía

#### 1 de marzo de 1991
Dado que los serbios rechazaron la decisión, el Jefe de la Estación de Policía Pakrac emitió una orden para movilizar a los policías de la reserva de la etnia serbia. Su jefe era Jovo Vezmar, quién apoyaba a Babić y Martić. El 1 de marzo de 1991, civiles serbios armados comenzaron a reunirse frente al edificio municipal y al de policía desde la mañana. Vezmar ordenó desarmar a 16 oficiales de policía croata, lo que se produce al mediodía. Las banderas croatas del edificio de policía y del edificio municipal son sacadas y reemplazadas por las correspondientes a Serbia.
La situación }provocó la intervención del Gobierno Federal Yugoslavo. Borisav Jović, el representante serbio en la Presidencia colectiva de Yugoslavia, apoyó una solicitud del Ministro de Defensa de Yugoslavia Veljko Kadijević para enviar al JNA al lugar. Los primeros diez tanques llegaron a Pakrac a última hora y tomaron posiciones en varias partes de la ciudad, la mayoría de ellos se estacionaron cerca del hospital. La tarde siguiente, una unidad adicional de JNA dirigida por el Coronel Milan Čeleketić llegó a Pakrac tomando posiciones cerca de la policía especial croata. Čeleketić actuaba por orden del mayor general Jevrem Cokić, comandante del XXII Cuerpo (Varaždin). Cokić autorizó el despliegue de tres compañías del batallón mecanizado de la Brigada Motorizada 265 de Bjelovar.

#### 2 de marzo de 1991
En respuesta, el presidente Tuđman ordenó al Ministerio del Interior Croata a restaurar la autoridad del gobierno en la ciudad. Una compañía de la Unidad de Policía Especial Omega (Croacia) (80 miembros), enviada desde Bjelovar, se aproximó a la ciudad desde Badljevina ingresando a las seis de la mañana previa remoción, sin resistencia, de una barricada fuera de Pakrac, en el bosque Krndija, sobre la ruta proveniente de Daruvar. Al mismo tiempo, la Unidad Antiterrorista de Lučko partió de Kutina.
Al llegar a la ciudad, la Unidad Omega ingresó al edificio municipal donde varios policías, guardias y civiles armados fueron arrestados. Posteriormente, un segundo grupo, entró en el edificio de la Estación de Policía de Pakrac, desarmó y arrestó a más policías serbios. Se colocó al mando de la estación a Stjepan Kupsjak.
La policía serbia y su comandante Vezmar se retiraron en dirección a Šeovica, Bučje y Kukunjevc, mientras que una gran parte de la población serbia, organizada por la SDS, abandonó la ciudad y se instaló en las colinas circundantes. Todo esto sucedió antes de la intervención de las fuerzas croatas.
Cuando otros rebeldes serbios se dieron cuenta de lo que estaba sucediendo, alrededor de las 7 de la mañana, desde los edificios circundantes y desde el Cerro El Calvario, abrieron un fuego con armas automáticas por media hora, sin consecuencias.
Ante la presunción de un contraataque serbio, un nuevo contingente croata arriba al lugar en horas de la tarde. Cuando estos descendían de los transportes, se desata un fuerte fuego de armas automáticas que dura más de una hora.
Poco después, las fuerzas del Ejército Popular Yugoslavo son desplegadas en el centro de la ciudad, frente al Palacio de Vladik y el Edificio Municipal, donde se reunió una gran cantidad de serbios, en protesta contra la policía croata.
Negociaciones
Durante el día se efectuaron negociaciones entre representantes de Croacia, de la República Federativa Socialista de Yugoslavia (RFY), el Ejército Popular Yugoslavo y los serbios locales. Participaron los miembros de la Presidencia de la RFY Nenad Bučin, Bogić Bogičević y Stjepan Mesić (también Primer Ministro de la República de Croacia), Josip Boljkovac (Ministro del Interior), Josip Ramljak (Viceprimer Ministro), el General Konrad Kolšek (Comandante de la Vta Zona Militar de JNA), Milan Božić (Presidente de SO Pakrac), Čedomir Bojčić (Presidente del Consejo Ejecutivo de SO Pakrac), Petar Džodan (miembro de la Asamblea Municipal de Pakrac), Jovo Vezmar (jefe de policía de Pakrac y jefe del movimiento) y otros representantes croatas y serbios, así como representantes de la JNA. En las reuniones se resolvió volver a la situación antes del 1 de marzo de 1991.
Se acordó el restablecimiento de la situación al estado anterior al 1 de marzo de 1991, la liberación de todos los arrestados, el regreso de la policía serbia que había sido sacada, el retiro de la ciudad de la Policía Especia y del JNA y la normalización de las instituciones, de la vida en la ciudad y sus alrededores.
Planes del JNA
El JNA planeaba retomar el control de Pakrac de la policía especial por la fuerza. El ataque, cuyo nombre en código fue Pakrac-91, se canceló cuando las autoridades croatas acordaron retirar a la policía especial la tarde del 3 de marzo. El JNA se retiró de Pakrac en cumplimiento de la decisión de la Presidencia Yugoslava, abandonando los accesos del norte a la ciudad el 12 de marzo y retirándose por completo siete días después.
Bajas
Solo se produjeron tres heridos leves pertenecientes a la policía croata. Según la fuente, dentro de los tres se contabilizaría un civil.

### Evolución de la situación a partir del 3 de marzo
El 3 de marzo de 1991, no hubo enfrentamiento. El acuerdo para retirar la policía especial y el JNA restauró parcialmente la calma en la ciudad aunque las tensiones se mantuvieron. El 3 empezó el repliegue policial. El 5 de marzo, las escuelas comenzaron a trabajar parcialmente. Diecisiete de los treinta y dos policías arrestados retornaron al servicio para esa fecha. Los cargos fueron formulados contra cinco de ellos, incluyendo a Vezmar.
La Unidad de Policía Especial Omega de Bjelovar también permaneció en Pakrac hasta el 5 de marzo cuando regresó a su cuartel de Kukavica. Al día siguiente, con uniforme regular de policía, una fracción regresó a Pakrac para realizar tareas rutinarias de seguridad pública hasta fines de mes. La unidad del JNA permaneció un tiempo más: el 12 aún controlaba el acceso proveniente de Daruvar. El 19 se retiró completamente.

## Propaganda y utilización política de los hechos
El gobierno serbio utilizó el incidente de Pakrac para incrementar la propaganda nacionalista diciendo que Croacia estaba cometiendo un genocidio contra la población serbia. Los medios de comunicación serbios y montenegrinos reportaron hasta 40 muertes por el choque. El diario Večernje Novosti de Belgrado fueron confusos y exagerados. Los nombres de algunos artículos, como ser el número extraordinario del periódico del 3 de marzo de 1991, fueron confusos: "La masacre de la gente", "Como en NDH", "Invasión de 8000 croatas" y "¿Once muertos?" Nada de lo anterior era cierto. Por ejemplo, los propios medios serbios declararon que la policía había utilizado la fuerza el 2 de marzo de 1991 solo por el peligro de atacar a los manifestantes serbios.
El gobernante Partido Socialista de Serbia (SPS), liderado por Slobodan Milošević, condenó la acción de la policía croata como un "ataque brutal del gobierno croata a la población de Pakrac haciendo una declaración de métodos violentos y fascistas que se llevó a cabo prominentemente por la radio, televisión, controlada por el estado. Asimismo, instó a los serbios a asistir a "reuniones de protesta contra el comportamiento violento del gobierno croata de HDZ". Milošević utilizó el choque Pakrac para exigir que se autorizara a JNA para desarmar a la fuerza a Croacia. La solicitud, que exigía específicamente la concesión de poderes de guerra a la JNA y la introducción de un estado de emergencia, se realizó a través de Kadijević en una sesión de la Presidencia del 11 al 15 de mayo. La solicitud fue rechazada y Milošević declaró que ya no reconocía la autoridad de la presidencia federal.
Apoyos
Localmente, hubo apoyos de la comunidad serbia circundante. El SDS de Okučani movilizó a los serbios de esa ciudad afirmando que hubo un muerto y heridos en Pakrac y que las fuerzas policiales de Kutina y Novska se dirigían al lugar. Se colocaron obstáculos en todos los accesos a la localidad. Por otro lado, la estación de radio pública de Bosanska Gradiska informó que Okučani y Pakrac "ahora defienden la Krajina y a Yugoslavia" .
Hubo un bloqueo completo del acercamiento a Pakrac. Según las impresiones de los periodistas Oslobođenjae de Sarajevo: "En la entrada a las aldeas de Okučani a Pakrac [...] hay tractores con remolques llenos de bandadas listas para impedir el paso. Están llenos de árboles derribados, a lo largo de los cuales hay grupos de personas armadas con rifles de caza. Controles a todos los transeúntes. Desde Pakrac a Daruvar, Grubišno Polje y Virovitica, la imagen es la misma".

## Acontecimientos anteriores al inicio de la guerra
Luego de los hechos de inicio de marzo, ambos bandos continuaron actuando políticamente para pasar a hacerlo violentamente después. Se destaca:
- El 12 de mayo de 1991, se celebró un referéndum en el municipio de Pakrac sobre la adhesión de la SAO Krajina en la cual triunfa la postura favorable. Los croatas se abstuvieron.
- Del lado croata, el 19 de mayo de 1991, se llevó a cabo un referéndum en toda la república para la independencia de Croacia, donde el 94% de los votantes abogaron por la independencia. En este caso, son los serbios los que se abstienen.
- El 30 de mayo de 1991, se marcó el primer aniversario de la independencia croata frente al edificio municipal. En el acto el Dr. Ivan Šreter (presidente de la HDZ local) hizo uso de la palabra.[24]
- Después de distintos hechos bandálicos, grafitis, tiroteos nocturnos y explosiones, comenzaron los hechos de sangre en el municipio. La primera víctima fue un policía croata mientras hacía un control de tránsito en Omanovac el 9 de junio de 1991. El 16 de julio de 1991, en el centro de Lipik, una patrulla policial croata recibe fuego siendo uno de ellos muertos y dos heridos.[24]
- El 12 de agosto de 1991, en la sesión del comité del SDS de Eslavonia Occidental, se promulga la creación de la Región Autónoma Serbia de Eslavonia Occidental (SAO-ZS). En esa sesión es elegido presidente de la SAO ZS, Veljko Džakula. En el momento de la declaración, comprendía Pakrac, Daruvar, Grubišno Polje, Podravska Slatina, partes de Orahovica y Okučani.[33]
- El 14 de agosto, los primeros enfrentamientos ocurrieron en Eslavonia Occidental. Ese día, tropas de policía croata ingresan a Okučani, localidad mayormente serbia, donde se vivía una tensa calma. Lo hacen con vehículos blindados recibiendo fuego de un proyectil antitanque. Ante la huida de los pobladores, las Fuerzas de Defensa Territorial (TO - Teritorijalna Obradna) - Okučani arriban desde las alturas Psunji con el objeto de expulsar a los croatas del lugar. A los dos días lo logran. Posteriormente, llegó al lugar una unidad de tanques del JNA para hacer de colchón entre las partes.[34]
- El 18 de agosto de 1991, en Kukunjevac, al oeste de Pakrac, los serbios detuvieron el automóvil del Dr Ivan Šreter, quién aun permanece como desaparecido.[24]
- A partir del 19, el conflicto se extiende con las municipalidades de Pakrac, Daruvar, Grubišno Polje, Slatina y otros lugares, contra las TO que toman posiciones en villas predominantemente serbias. De esta manera, la guerra se extiende en toda la región[35]

## Consideraciones
Lo arriba enunciado señala que la violencia en el municipio de Pakrac se inició antes que la Guerra de la Independencia se transforme en una lucha abierta. Antes del 18 de agosto de 1991, ya habían muerto 2 policías, 5 agentes de policía fueron heridos, varias personas secuestradas y desaparecidas, se utilizaron armas de fuego en forma masiva, hubo restricción de movimiento en los caminos de acceso, se generaron siete incendios, se localizaron 26 explosivos y se incendiado varias banderas. Todo ello convirtió a Pakrac como uno de los puntos de ignición de los sucesos de 1991.